# Petrichus cinereus
Petrichus cinereus es una especie de araña del género Petrichus, familia Philodromidae. Fue descrita científicamente por Tullgren en 1901.

## Distribución
Esta especie se encuentra en Argentina.